# Battaglia di Saint-Gilles-sur-Vie
La battaglia di Saint-Gilles-sur-Vie è stata una battaglia della quarta guerra di Vandea combattuta dal 2 al 3 giugno 1815 a Saint-Gilles-sur-Vie.

## La battaglia
Il 2 giugno, a  Napoléonville (il nome di La Roche-sur-Yon sotto l'impero), il generale Travot apprese che i britannici sbarcavano munizioni ai vandeani a Saint-Gilles-sur-Vie. Era prioritario, per gli imperiali, impedire questo sbarco.
Immediatamente Travot ordinò al generale Grobon di marciare su Saint-Gilles, ed al generale Estève di prendere Saint-Jean-de-Monts. Lo stesso giorno nel tardo pomeriggio i soldati del generale Grobon entravano a Saint-Gilles-sur-Vie, ma essendo numericamente deboli si barricarono in alcune case e in una chiesa. Kitoë il capitano inglese della fregata l'Astrée fece portare un obice che però si rivelò inefficace. Le due fazioni restarono sulle loro posizioni e la notte mise fine ai combattimenti. Il giorno dopo ripresero a sparare ed il generale Grobon in osservazione sulla cima del campanile venne gravemente ferito da una pallottola sparata da un soldato vandeano.
Louis de La Rochejaquelein intuì però che gli imperiali attendevano rinforzi, così preferì fermare lo sbarco e fece disperdere i convogli d'armi e munizioni, quindi ripiegò su Saint-Jean-de-Monts.
Il generale Grobon non riuscì a guarire e dopo essere trasportato a Nantes, morì quattro giorni più tardi.